# Fumaça Preta
I Fumaça Preta ("fumo nero" in portoghese) sono un gruppo internazionale che mescola vari generi fra cui funk psichedelico, macumba brasiliana, batucada, tropicalismo, elettronica analogica, psichedelia turca, garage rock e post-punk. Hanno partecipato al Montreux Jazz Festival e al Primavera Sound Festival nel 2015.

## Componenti
- Alex Figueira, batteria
- James Porch, basso
- Joel Stones, voce
- Stuart Carter, chitarra, organo

## Album
- Fumaça Preta, Soundway, 2014
- Impuros Fanáticos, Soundway, 2016
- Pepas, Stolen Body Records, 2019